# Alonso Ortiz
Alonso Ortiz (* 1445 in Toledo; † 15. Mai 1507)  war ein vom italienischen Renaissance-Humanismus beeinflusster kastilischer Autor und Kanoniker.

## Leben und Wirken
Alonso Ortiz gab an, aus einer altchristlichen Familie zu stammen. Seine Brüder Francisco Ortiz und Nicolás Ortiz waren Kanoniker.

### Ausbildung
An der Universität Salamanca studierte er Theologie und Rechtswissenschaften. Er schloss das Studium als Doktor beider Rechte ab, war aber nie als Jurist tätig. Bei einem Aufenthalt in Rom 1473 bis 1478 kam er in persönlichen Kontakt mit den hervorragendsten italienischen Humanisten. Er besaß umfangreiche Kenntnisse des Altgriechischen, Lateinischen, Hebräischen und auch Arabischen.

### Berufliche Tätigkeit
Als er noch ein junger Baccalaureus der Rechte war, wurde er 1467 zum Gemeindepfarrer von Nombela ernannt, einer ländlichen Gemeinde in der Nähe Toledos. Das Amt, das er bis zu seinem Tod behielt, ließ er durch einen Stellvertreter wahrnehmen. Auch die Pfarrstelle in der Gemeinde Pelahustán, einem Ort in der Nähe Nombledas, hatte er bis zu seinem Lebensende inne. Seine Aufgaben als Kaplan an der „Capilla de los Reyes Nuevos“ in der Kathedrale von Toledo nahm er persönlich wahr. Ab 1478 war er Kanoniker im Domkapitel der Kathedrale von Toledo. Als Kaplan des kastilischen Königspaares Isabella und Ferdinand  genoss er deren Vertrauen. Ihnen widmete er einige seiner Arbeiten.

### Missale und Breviarium für den Mozarabischen Ritus
Im Erzbistum Toledo wurde seit dem 11. Jahrhundert in sechs Gemeinden der mozarabische Ritus praktiziert. Diese Gemeinden waren im Verlauf der Zeit immer unbedeutender geworden. Die dort verwendeten Mess- und Stundenbücher waren teilweise unvollständig und wichen stark voneinander ab. Im Auftrag des Erzbischofs von Toledo, Francisco Jiménez de Cisneros, sichtete Alonso Ortiz das vorhandene Material und versuchte die Originalfassung der Manuskripte zu rekonstruieren. Das Ergebnis seiner Arbeit waren das 1500 gedruckte Missale mixtum secundum regulam beati Isidori, dictum mozarabes und das 1502 erschienene Breviarium secundum regulam beati Hysidori. Beide Werke wurden auf Kosten des Erzbischofs Cisneros im Folioformat gedruckt.
Alonso Ortiz besaß die zu seiner Zeit beste Bibliothek in Toledo. Sie enthielt 998 Bände, neben einer Vielzahl von Manuskripten eine ganze Reihe von Inkunabeln. Er vermachte sie der Universität von Salamanca. Es sind dort auch heute noch viele Bücher mit seinem Autogramm erhalten.

## Werke (Auswahl)
- Tratado de la Herida del rey

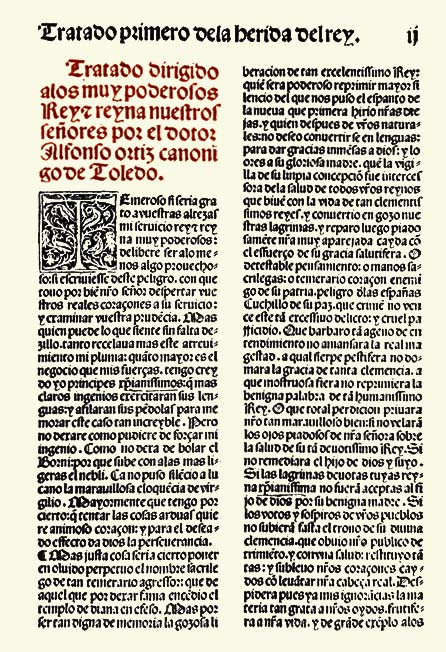
Eine Seite aus Los Tratados del Doctor Alonso Ortiz (1493).

- Tratado consolatorio a la princesa de Portugal, sobre fortuna y bienaventuranza
- Oración a los reyes en latín y en romance
- Dos cartas mensajeras a los reyes
- Tratado de la carta contra el protonotario de Lucena, en que defiende la Inquisición y ataca a este autor.
- Tratado sobre la educación del príncipe don Juan, escrito en latín, la reina Isabel la Católica, de la que fue capellán, dialoga con un cardenal.
- Tratado del Fallecimiento del Príncipe Don Juan
- Oración Consolatoria a los Reyes Católicos